# بقايا وثائق طلعت باشا
وثائق طلعت باشا المتبقية (بالتركية: Talat Paşa'nın Evrak-ı Metrukesi)‏، المعروفة أيضًا في تركيا باسم الوثائق المتروكة لطلعت باشا والكتاب الأسود لطلعت باشا، هو عنوان كتاب صدر عام 2008 للصحفي التركي مراد برداقجي. الكتاب يستنسخ بالخط التركي الحديث مجموعة مختارة من الوثائق من فترة الحرب العالمية الأولى من قبل محمد طلعت باشا، الوزير الأعظم ووزير الداخلية في الدولة العثمانية، والتي تتناول عمليات نقل كل من الأتراك المسلمين والأرمن ومصادرة الممتلكات الأرمنية واليونانية المهجورة. العنوان الكامل باللغة الإنجليزية هو الوثائق المتبقية لطلعت باشا: وثائق ومراسلات مهمة موجودة في الأرشيف الخاص للصدر الأعظم طلعت باشا حول عمليات الترحيل الأرمنية (The Remaining Documents of Talaat Pasha: Documents and Important Correspondence Found in the Private Archives of Sadrazam Talaat Pasha about the Armenian Deportations).
تم تسليم دفتر الملاحظات إلى برداقجي من قبل أرملة طلعت باشا، خيرية طلعت بافرالي، إلى جانب مجموعة من الوثائق الأخرى التي تضم الرسائل التي أرسلها لها والبرقيات المتبادلة بين أعضاء جمعية الاتحاد والترقي. يستشهد الكتاب بإعادة توطين 702,905 تركيًا في 1915–1916 من مناطق مهددة باحتلال القوات الروسية وترحيل 924,158 أرمنيًا وفقًا لقانون التهجير الصادر في 27 مايو 1915.
تم الكشف عن وجود الوثائق الأصلية في عام 2005 من قبل برداقجي في أول سلسلة من المقالات التي تعيد نشر محتوياتها في صحيفة حريت التركية. نُشر المقال الأول في أبريل 2005، والثاني في سبتمبر 2005، والثالث تمت إعادة تحريره بالكامل في أبريل 2006، مع ظهور مقال رابع في صحيفة صباح التركية في فبراير 2007.

## الحواشي
1. ↑  A devastating document is met with silence in Turkey. نيويورك تايمز, March 9, 2009. نسخة محفوظة 4 يونيو 2021 على موقع واي باك مشين.
2. 1 2  Ara Sarafian, "Talaat Pasha's Report on the Armenian Genocide". London: Gomidas Institute, 2011. Page 12, footnote 4. نسخة محفوظة 11 نوفمبر 2020 على موقع واي باك مشين.
3. ↑  Official 1915 document swept under the carpet. أغوس, December 17, 2014. نسخة محفوظة 2020-01-16 على موقع واي باك مشين.
4. ↑  Talat Paşa'nın Evrak-ı Metrukesi - Murat Bardakçı | kitapyurdu.com نسخة محفوظة 2011-11-27 على موقع واي باك مشين.
5. ↑  Ara Sarafian, "Talaat Pasha's Report on the Armenian Genocide". London: Gomidas Institute, 2011. Page 12, footnote 4.
6. ↑  "Despatch dated 8 February 1916 from the American consul in Aleppo reporting on the number of Armenian immigrants in his district and their needs" (PDF). Gomidas Institute. 29 فبراير 1916. مؤرشف من الأصل (PDF) في 2016-04-11. Funds were liberated on the basis of the numbers provided.
7. ↑  "Turkish paper denies genocide (unsigned reproduction of Murat Bardakçı's 27 April 2005 letter in Hürriyet)". Caucasian Knot, Moscow-based news agency. 28 أبريل 2005. مؤرشف من الأصل في 2007-05-29.
8. ↑  "'Black Books' expose genocide". Ashot Ter-Grigorian, Caucasian Knot. 28 أبريل 2005. مؤرشف من الأصل في 2016-09-19.
9. ↑  Diyaspora, kitabımı çaldı! نسخة محفوظة 2016-03-04 على موقع واي باك مشين.

## روابط خارجية
- أرشيف لمقالات مراد برداقجي في صحيفة صباح